# Carle Vernet
Carle Vernet (Bordeaux, 14 agosto 1758 – Parigi, 27 novembre 1836) è stato un pittore e litografo francese.
Dipinse scene militari e di genere, e si distinse nella rappresentazione dei cavalli.

## Biografia
Allievo di suo padre, Joseph Vernet e di Nicolas-Bernard Lépicié, fu a sua volta maestro di suo figlio, il più famoso Horace Vernet.
Carle eccelse nelle scene di caccia, nella rappresentazione dei piccoli artigiani nelle vie di Parigi e nelle scene popolari: "Chasse au daim à Rambouillet", "Le chien de duc d'Enghen". Ma soprattutto fu un appassionato di cavalli dei quali era un profondo conoscitore. Nel suo "Trionfo di Paolo Emilio", ruppe con la tradizione dipingendo dei cavalli come sono in natura e non come venivano rappresentati usualmente. Nel 1782 vinse il Prix de Rome. Partì per Roma ma, in seguito, suo padre lo richiamò in Francia per impedirgli di entrare in un convento.
Durante la Rivoluzione Vernet assunse un atteggiamento ambiguamente conservatore. Arruolato nella Guardia Nazionale, fu ferito il 10 agosto 1792, ma si mormorava che stesse combattendo per difendere il palazzo delle Tuileries e non per attaccarlo.
Sua sorella Emilie, moglie di Jean-François-Thérèse Chalgrin, emigrato, si compromise politicamente nel 1794 e fu condannata a morte. Egli ricorse allora all'amico Jacques-Louis David affinché intercedesse per lei, ma invano. David non poté (o non volle ?) far nulla ed Emilie fu ghigliottinata. Carle considerò sempre David responsabile dell'esecuzione. Dopo la morte di Emilia, Vernet smise di dipingere.
Riprese l'attività con l'avvento del Direttorio, ma il suo stile e i suoi soggetti erano profondamente cambiati: assieme ad Antoine-Jean Gros inventò la pittura di genere militare. Cominciò infatti a dipingere battaglie, rappresentando nei più minuti particolari le vittorie e le campagne napoleoniche per rendere omaggio all'imperatore.
Quando Napoleone I visitò il Salon del 1808 ammirò moltissimo la sua opera Mattino ad Austerlitz, certamente il più bel quadro di Vernet, e gli diede la croce della Legion d'Onore. I due, del resto si conoscevano già, perché Vernet aveva accompagnato Bonaparte, allora Primo Console, nella battaglia di Marengo. E l'imperatrice Giuseppina gli disse: «Vi sono uomini che trascinano un nome. Voi, signor Vernet, il vostro nome lo portate».
Carle Vernet sposò la figlia dell'incisore Jean-Michel Moreau.
Con gli anni Vernet perse la vena artistica e le idee. Ciononostante Luigi XVIII, forse come riconoscimento della carriera, gli conferì l'Ordine di S. Michele. Nel 1831 il settantatreenne Vernet espose ancora al Salon, ma il critico Jal lo stroncò impietosamente dicendo senza mezzi termini che per lui la pittura era ormai finita e che nelle sue opere non vi erano che "...reminiscenze...e una povertà di effetti che non può però essere rimproverata ad un ...ottuagenario".
Carle Vernet morì a Parigi verso la fine del 1836.
Jean e Raoul Brunon, collezionisti di quadri militari e creatori del "Museo dell'Armata" nel castello dell'Empery a Salon de Provence, gli resero omaggio nel 1953 mettendo in evidenza alcune sue opere sui soldati dei reggimenti dell'Impero nel testo: "La Grande Armée del 1812".
Diverse strade sono intitolate a Carle Vernet. Si trovano a Bordeaux, a Sèvres, a Rueil Malmaison, a Pessac, a Saint-Médard-en-Jailles e a Villeneuve-d'Ornon.

## Alcune opere
- Petits métiers de Paris: le marchand de paniers, la bouquetière, etc.
- Le Passage difficile - Museo Bargoin, 1823.
- Le Duc d'Orléans et son fils, le duc de Chartres, à un rendez-vous de chasse en 1787 - Museo Condé, Chantilly
- La Bataille d'Austerlitz en 1808
- Le matin à Austerlitz
- Chasse au daim à Rambouillet
- Le chien de duc d'Enghen
- Le triomphe de Paulus Aemilius

## Allievi
Lista parziale.
- Georges Michel (1763-1843)[4]
- Horace Vernet suo figlio.
- Théodore Géricault (1791-1824)

## Galleria d'immagini

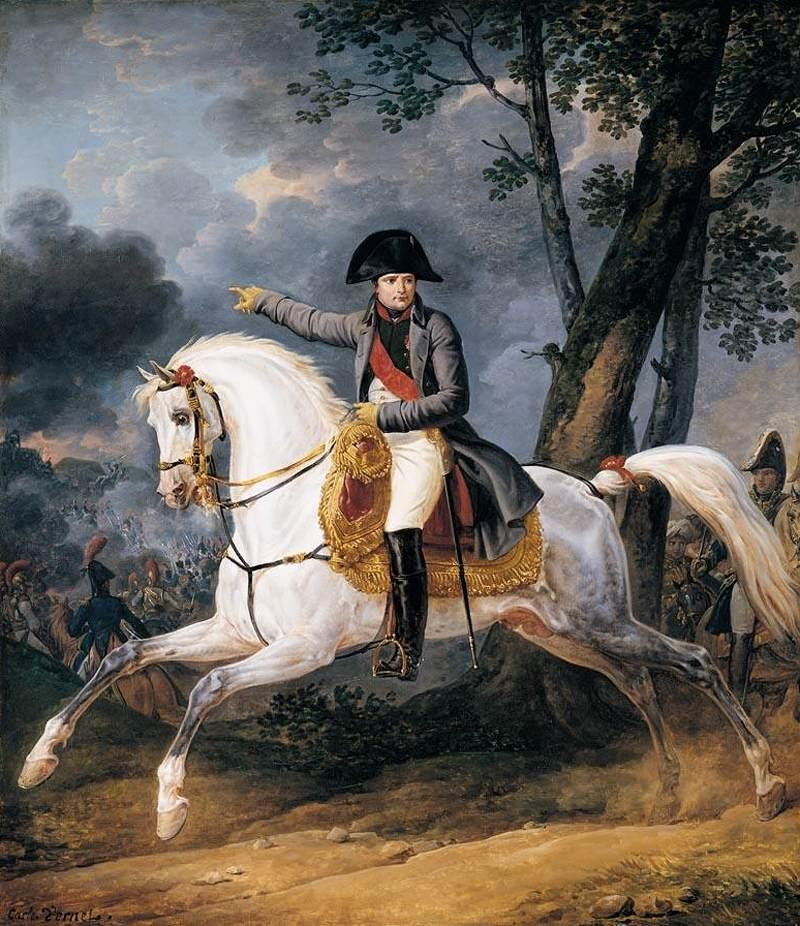
Napoleone a cavallo
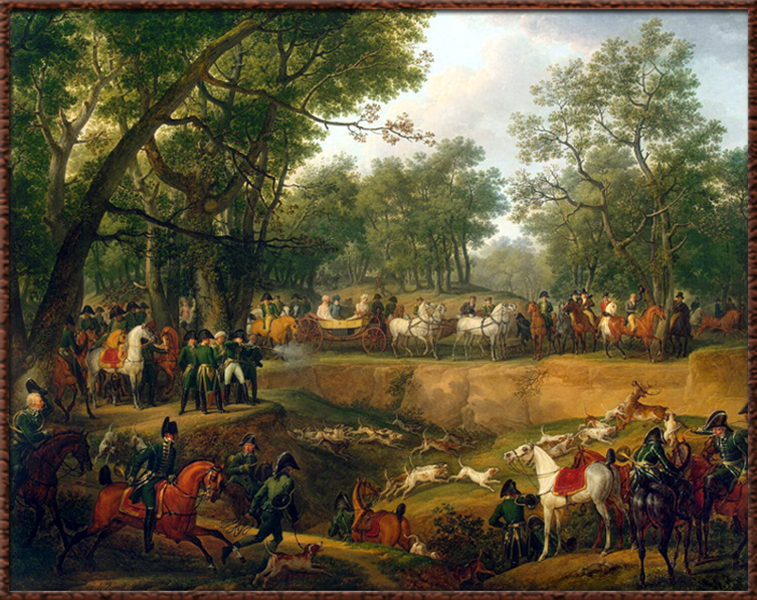
Napoleone a caccia a Compiègne
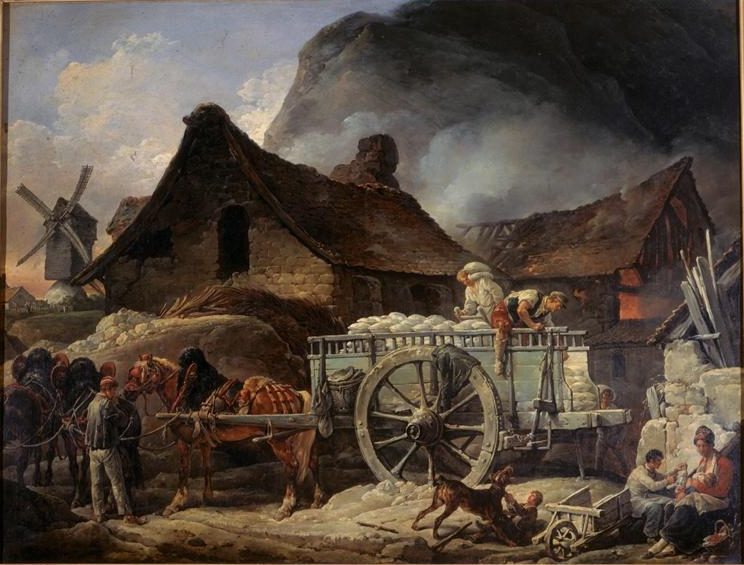
Il forno da gesso
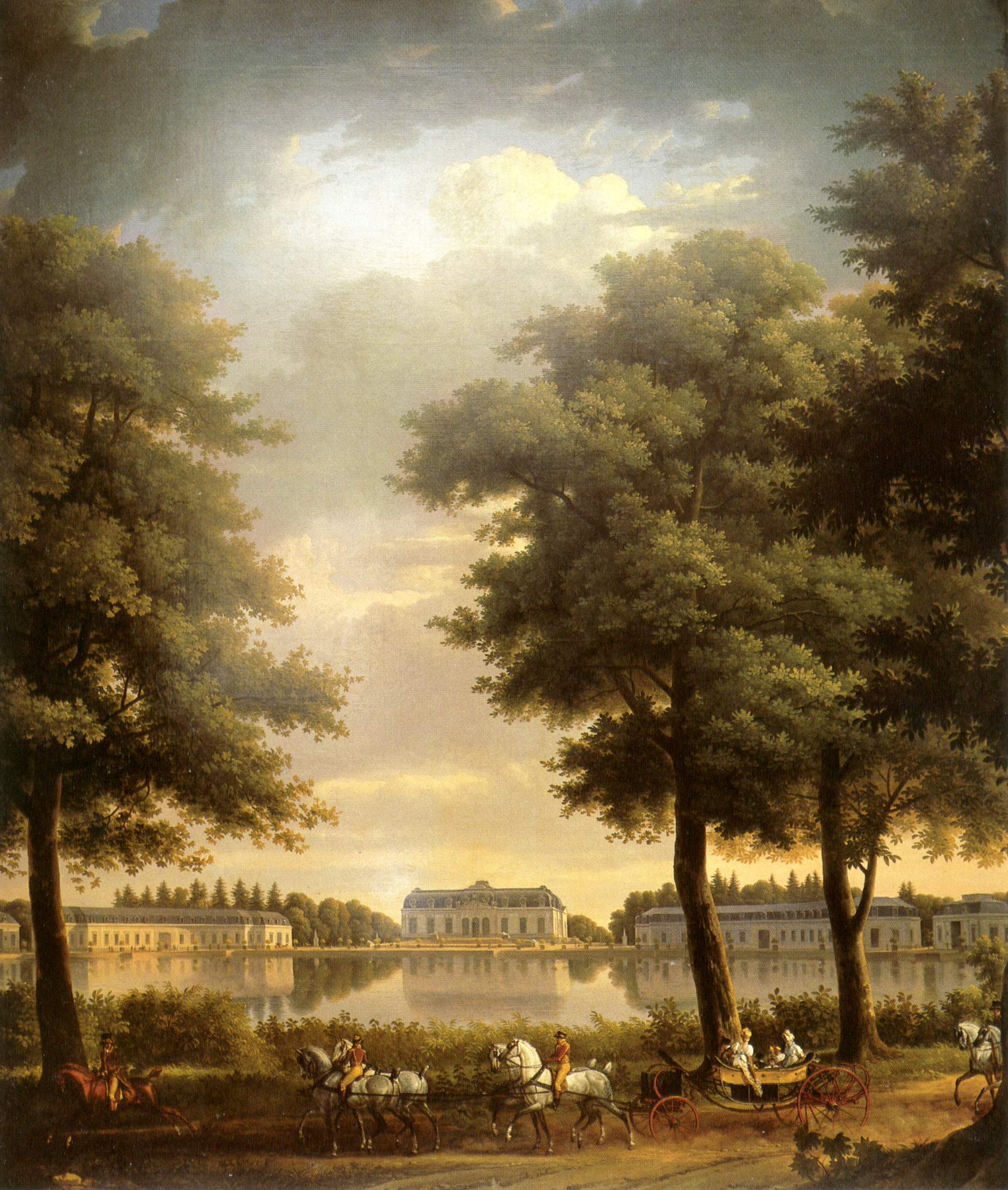
Il castello di Benrath

### Battaglie

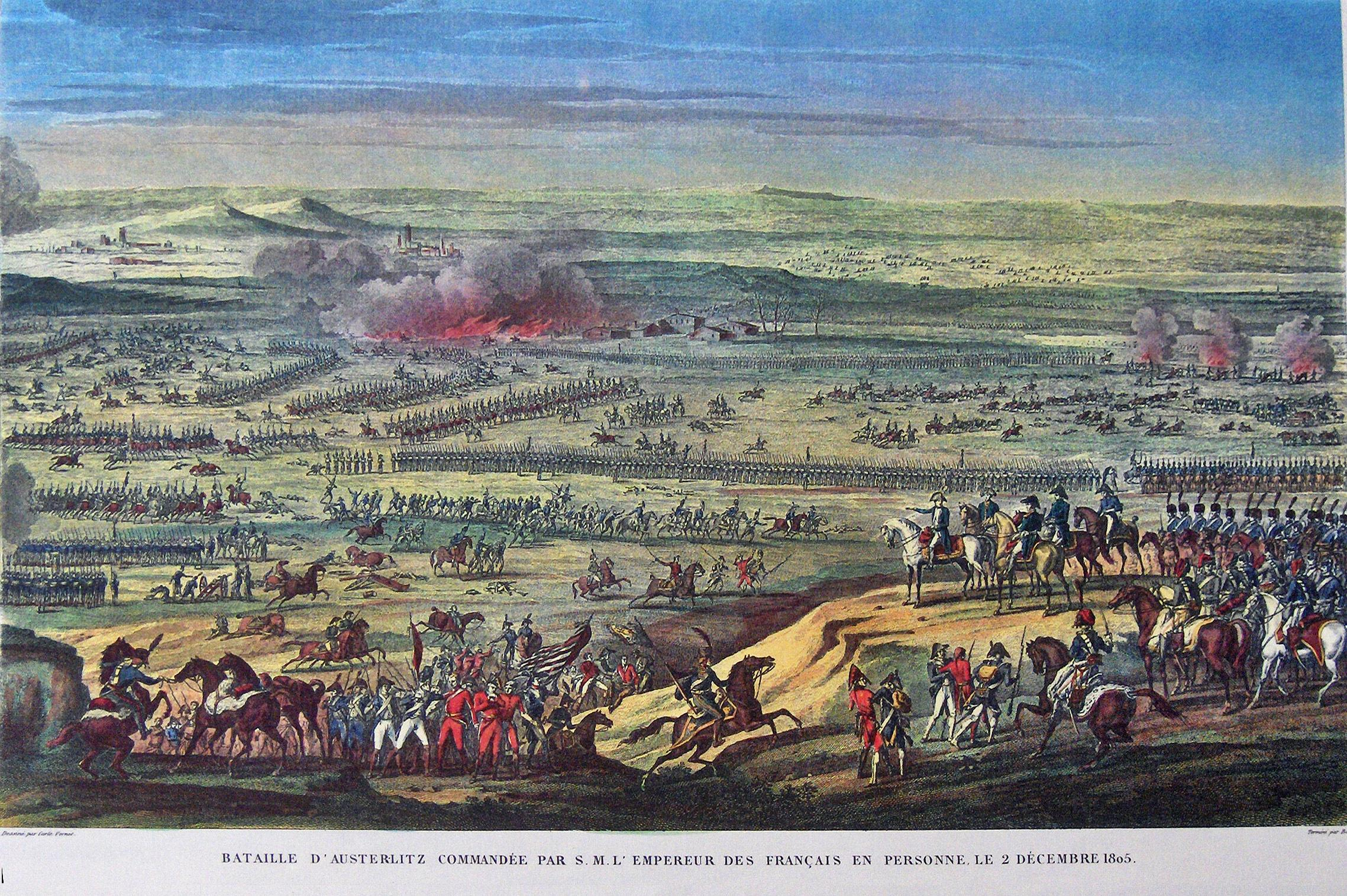
La battaglia di Austerlitz
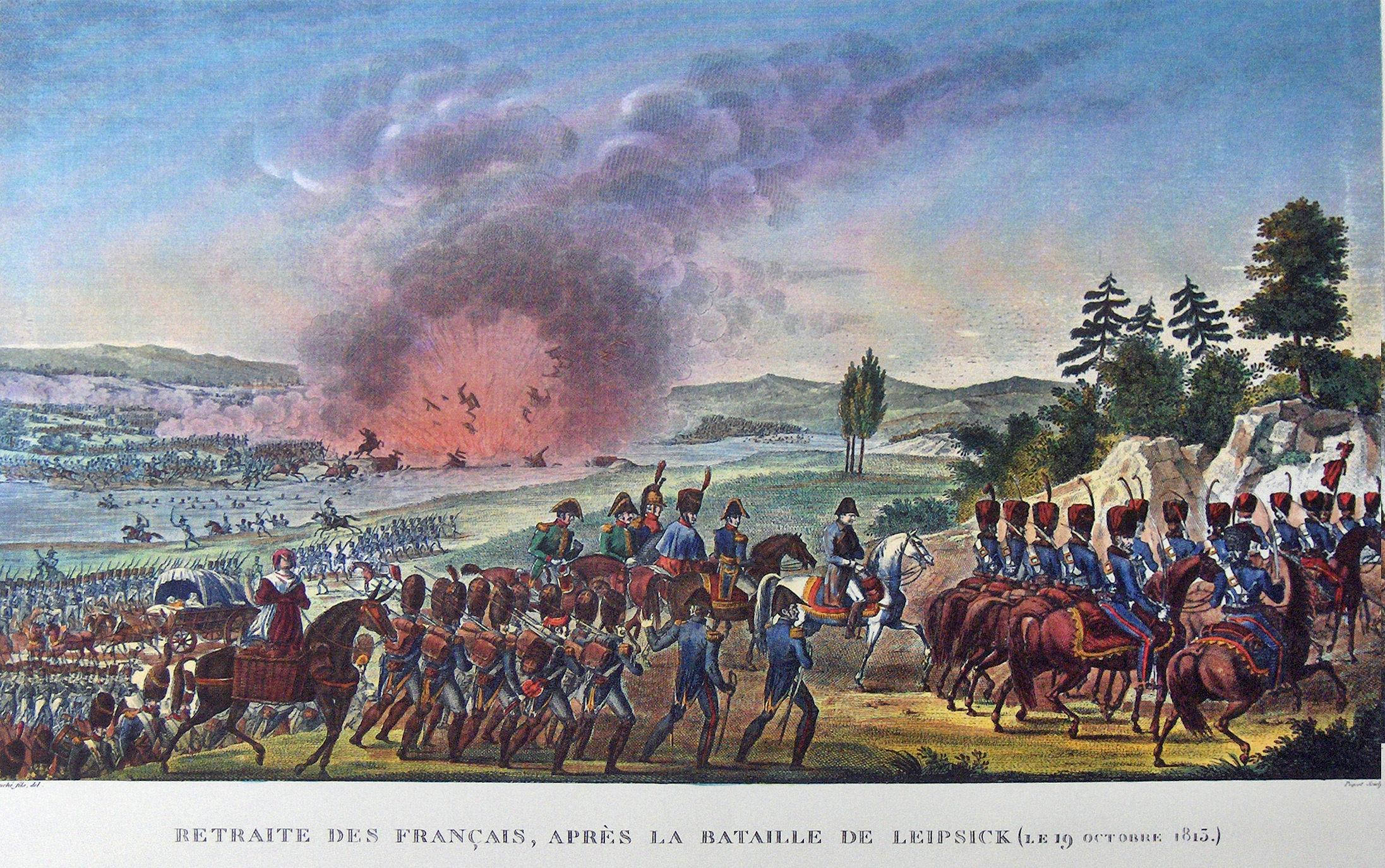
La battaglia di Lipsia